# Bothrocophias colombianus
Bothrocophias colombianus är en ormart som beskrevs av Rendahl och Vestergren 1940. Bothrocophias colombianus ingår i släktet Bothrocophias och familjen huggormar. Inga underarter finns listade.
Arten förekommer i bergstrakter i departementet Cauca i västra Colombia. Utbredningsområdet ligger 1400 till 2300 meter över havet. Honan lägger inga ägg utan föder levande ungar.